# Bauchgefühl (Fernsehserie)
Bauchgefühl ist eine sechsteilige deutsche Miniserie von Esther Rauch. Die Hauptrolle ist mit Laura Berlin als schwanger werdende Lena besetzt. Ab dem 14. März 2024 standen alle sechs Folgen in der ZDFmediathek zur Verfügung. Die Erstausstrahlung aller 12- bis 15-minütigen Kurzfolgen erfolgte am 7. April 2024 auf ZDFneo.

## Handlung
Lena will mit ihrem Ehemann Felix und der gemeinsamen Tochter nach Bangkok und sich dort ihren Lebenstraum verwirklichen. Dieser Traum wird jäh zerstört, als sie von ihrem Ehemann erneut ungewollt schwanger wird. Lena will das zweite Kind nicht und vor allem will sie unabhängig sein. Sie ist fest entschlossen, ihre Schwangerschaft vorzeitig abzubrechen, sehr zum Unverständnis ihres Mannes Felix, der sich über den erneuten Nachwuchs durchaus gefreut hat.

## Episodenliste
| Nr. (ges.) | Nr. (St.) | Originaltitel | Erstausstrahlung D | Regie        |                              |
| ---------- | --------- | ------------- | ------------------ | ------------ | ---------------------------- |
| 1          | 1         | Lena          | 7. Apr. 2024       | Esther Rauch | Esther Rauch                 |
| 2          | 2         | Felix         | 7. Apr. 2024       | Esther Rauch | Esther Rauch, Anneke Janssen |
| 3          | 3         | Tina          | 7. Apr. 2024       | Esther Rauch | Esther Rauch, Anneke Janssen |
| 4          | 4         | Zoe           | 7. Apr. 2024       | Esther Rauch | Esther Rauch, Anneke Janssen |
| 5          | 5         | Dr. Roithner  | 7. Apr. 2024       | Esther Rauch | Esther Rauch, Anneke Janssen |
| 6          | 6         | Wieder Lena   | 7. Apr. 2024       | Esther Rauch | Esther Rauch, Anneke Janssen |

## Produktionsnotizen
Bauchgefühl wurde vom 27. November 2023 bis zum 8. Dezember 2023 an 10 Drehtagen in Köln und Umgebung gedreht.